# Bloody Mary (canção)
"Bloody Mary" é uma canção da cantora americana Lady Gaga, lançada como oitava faixa do álbum Born This Way (2011), sendo lançada como single em 2 de dezembro de 2022. Gaga, Fernando Garibay e Paul "DJ White Shadow" Blair a escreveram e produziram; Clinton Sparks também recebeu crédito de produtor. "Bloody Mary" é uma música electropop com elementos de synth-pop e trance, apresentando também cantos gregorianos. Embora o título da canção seja um epíteto associado principalmente à rainha inglesa Maria I da Inglaterra, Gaga assume em sua letra o papel da figura bíblica Maria Madalena, a quem ela considerava uma "força feminina" que ela adorava desde a infância em uma escola católica para meninas. É uma das várias faixas do álbum com temas religiosos.
A recepção crítica de "Bloody Mary" foi geralmente positiva; os críticos o chamaram de "gótico" e "assustador" e destacaram seus valores de produção. A primeira apresentação ao vivo da música de Gaga foi em sua turnê Born This Way Ball (2012–13), onde era vista "flutuando" acima do palco em uma roupa branca. Durante a Joanne World Tour (2017–18), usava um casaco vermelho e máscara para os olhos durante a apresentação. A banda de rock inglesa The Horrors remixou "Bloody Mary" para o segundo álbum de remixes de Gaga, Born This Way: The Remix (2011).
Em 2022, após o lançamento da série de comédia e terror, Wednesday, a dança da protagonista e as recriações dos fãs ao som de uma versão acelerada da canção se tornaram virais no TikTok. Isso resultou em um grande aumento nas reproduções da música no Spotify, no qual "Bloody Mary" foi tocada em diversas rádios francesas e italianas como single em dezembro de 2022, onze anos após o lançamento de Born This Way. No mês seguinte, também foi enviado para rádios pop e adult contemporary dos Estados Unidos. Depois de ser lançada como single, alcançou várias paradas musicais na Europa e na América do Norte.

## Paradas musicais

### Semanais
| País/Parada (2011)                                | Melhor posição |
| ------------------------------------------------- | -------------- |
| Líbano (Lebanese Top 20)                          | 1              |
| País/Parada (2022–23)                             | Melhor posição |
| Áustria (Ö3 Austria Top 75)                       | 32             |
| Canadá (Canadian Hot 100)                         | 50             |
| Canadá (Billboard CHR/Top 40)                     | 32             |
| Canadá (Billboard Hot AC)                         | 21             |
| República Checa (Singles Digitál Top 100)         | 9              |
| Finlândia (Billboard)                             | 23             |
| França (SNEP)                                     | 43             |
| Alemanha (Offizielle Deutsche Charts)             | 31             |
| Mundo (Billboard Global 200)                      | 31             |
| Grécia (IFPI)                                     | 10             |
| Hungria (Dance Top 40)                            | 4              |
| Hungria (Rádiós Top 40)                           | 6              |
| Hungria (Single Top 40)                           | 5              |
| Hungria (Stream Top 40)                           | 14             |
| Irlanda (IRMA)                                    | 80             |
| Itália (FIMI)                                     | 20             |
| Letônia (EHR)                                     | 4              |
| Letônia (LAIPA)                                   | 11             |
| Líbano (Lebanese Top 20)                          | 20             |
| Lituânia (AGATA)                                  | 1              |
| Luxemburgo (Billboard)                            | 24             |
| Países Baixos (Dutch Top 40 Tipparade)            | 11             |
| Países Baixos (Single Top 100)                    | 97             |
| Polônia (Polish Airplay Top 100)                  | 2              |
| Polônia (Polish Streaming Top 100)                | 15             |
| Portugal (AFP)                                    | 60             |
| Eslováquia (Rádio Top 100)                        | 76             |
| Eslováquia (Singles Digitál Top 100)              | 12             |
| Coreia do Sul (Circle)                            | 134            |
| Espanha (PROMUSICAE)                              | 96             |
| Suécia (Sverigetopplistan)                        | 30             |
| Suíça (Schweizer Hitparade)                       | 29             |
| Reino Unido (UK Singles Chart)                    | 22             |
| Estados Unidos (Billboard Hot 100)                | 41             |
| Estados Unidos (Billboard Adult Contemporary)     | 21             |
| Estados Unidos (Billboard Adult Top 40)           | 3              |
| Estados Unidos (Billboard Dance/Mix Show Airplay) | 31             |
| Estados Unidos (Billboard Mainstream Top 40)      | 10             |
| Venezuela (Record Report)                         | 48             |